# 北陸 (列車)
北陸（ほくりく）は、かつて上野駅 - 金沢駅間を東北本線・高崎線・上越線・信越本線・北陸本線経由で運行されていた寝台特急列車である。
本項では、東京と北陸地方を結んでいた夜行列車の沿革についても記述する。

## 概要
1922年より上野駅 - 金沢駅間に設定された普通列車（773・772列車、その後601・602列車）が「北陸」の前身である。戦時中は廃止されたが、その後1947年6月に上野駅 - 金沢駅・新潟駅間を運行する605・606列車が急行列車として復活、翌1948年7月には大改正が行われ601・602列車が上野 - 金沢間を上越線経由で結ぶ定期夜行急行として復活した。一時期は大阪駅まで運転されていたこともあったが、1959年9月以降は臨時列車を除いて上野駅 - 金沢駅間の運転となった。
1950年11月に「北陸」の名称が与えられ、1969年10月に上野 - 金沢間を高崎線・信越本線・北陸本線経由で運行していた定期夜行急行「黒部」を季節化し運行経路を上越線経由に変更して吸収、「北陸」は2往復（1号は季節列車、2号は定期列車）となる。1975年3月には季節夜行急行「北陸1号」が寝台特急に格上げされて定期化、定期夜行急行「北陸2号」は「能登」に改名、東京と北陸地方間を結ぶ定期夜行列車体制は寝台特急「北陸」と急行「能登」「越前」（いずれも寝台車連結）の3往復体制となっていた。
しかし、車両の老朽化や、航空機や夜行高速バスへの旅客の転移が進んだ影響による利用率の低下（2008年度は1987年のJR発足時の3割程度に落ち込み、1日の上下列車の平均乗車数は合計225人）を理由に2010年3月13日のダイヤ改正により廃止された。なお、同区間の急行「能登」は定期列車から臨時列車化されたものの、当初は週末などの利用が多い時期を中心に運転されていた。
列車名の由来は発着地である北陸地方による。

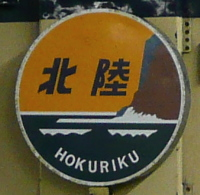
機関車ヘッドマーク。「親不知の断崖」を図案化している。
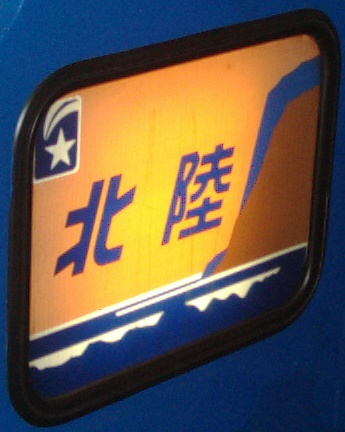
寝台車のテールマーク

## 廃止直前の運行概況
当列車の走行距離 517.4kmは、寝台専用の特急列車の中では最短であった。同区間の補完列車として急行「能登」が設定された際、寝台特急としては短距離であったことや20系客車自体の陳腐化などの要因で「ゆっくりと寝られない」という理由にて「能登」の方が人気を博した時期もあったが、14系客車化以降は運転時間は短くても快適に移動できる点が評価され人気となっていった。安価な移動手段である夜行高速バスの対抗や、列車「能登」との相互補完の関係から、「北陸」は高価格帯で近距離区間の寝台特急列車であるため設備の差別化を図り、早い時点から寝台の個室化が進んだ。トクトクきっぷで利用可能なB寝台個室の「ソロ」も存在し、幅広い層の利用も見込んでいた。
列車番号は運転区間により異なり、下り列車は上野駅 - 長岡駅間が3011列車、長岡駅 - 金沢駅間が3001列車、上り列車は金沢駅 - 長岡駅間が3002列車、長岡駅 - 上野駅間が3012列車であった。

### 停車駅
上野駅 - 大宮駅 - 高崎駅 - （直江津駅） - 糸魚川駅 - 魚津駅 - 富山駅 - 高岡駅 - 津幡駅 - 金沢駅
- （　）の直江津駅は上り列車のみ停車し、下り列車は運転停車して乗務員の交替のみ行う。
- このほか、水上駅・長岡駅に運転停車し、長岡駅では機関車の交換と方向転換も行っていた。

### 使用車両・編成
長岡駅で列車の進行方向が逆になり、上野駅 - 長岡駅では1号車が先頭に、長岡駅 - 金沢駅では8号車が先頭であった。
客車はJR東日本の尾久車両センターに所属する14系客車が使用され、2号車にはシャワー室が設置されていた。機関車は、上野駅 - 長岡駅間はEF64形電気機関車1000番台（長岡車両センター所属）、長岡駅 - 金沢駅間はEF81形電気機関車（長岡車両センター所属）が使用されて牽引していた。
特急化当時は、東海道・山陽新幹線博多開業に伴いブルートレインの車両運用にて余剰となった20系客車を使用していたことなどで評判が今ひとつであったが、1978年9月に14系客車に変更されたことによる内容充実化で人気となり、1989年3月には近距離ブルートレインのモデル列車として個室「シングルデラックス」（オロネ14形700番台）と「ソロ」、シャワー室（スハネ14形）を連結するようになった。1990年3月には「ソロ」を2両から5両に増車し、12両編成のうち半分の6両が個室車両となったが、1999年3月に12両編成から8両編成に減車され、廃止当時までこの編成で運転されていた。

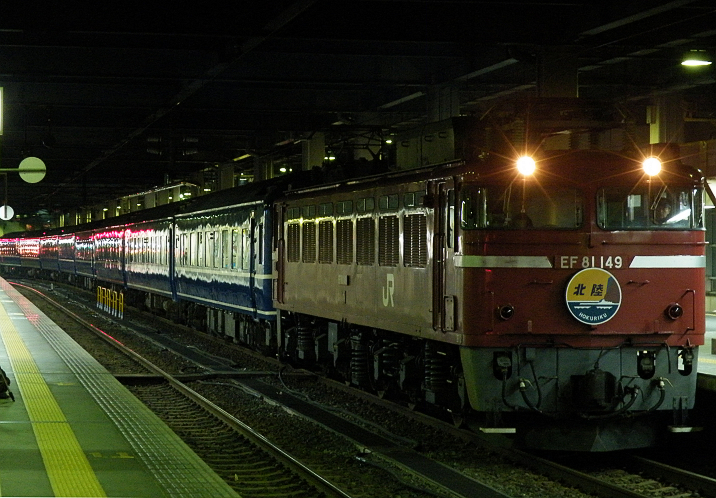
EF81形電気機関車牽引の「北陸」（2008年12月 金沢駅）
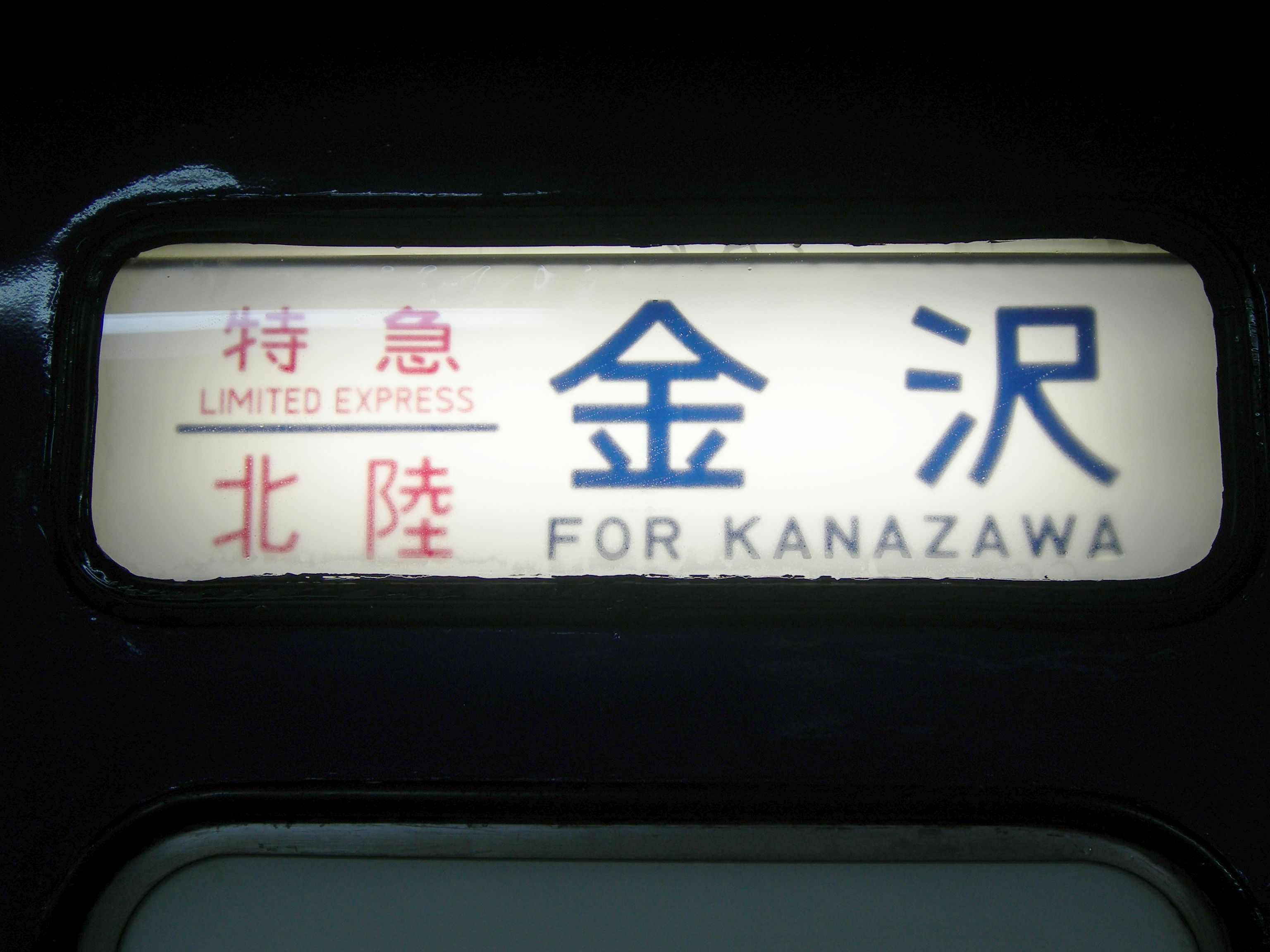
行先表示幕

### 担当乗務員区所
- 車掌

全区間を西日本旅客鉄道（JR西日本）の金沢列車区が担当していた。
- 運転士は各旅客会社が自社区間を担当。

### チェックアウトサービス

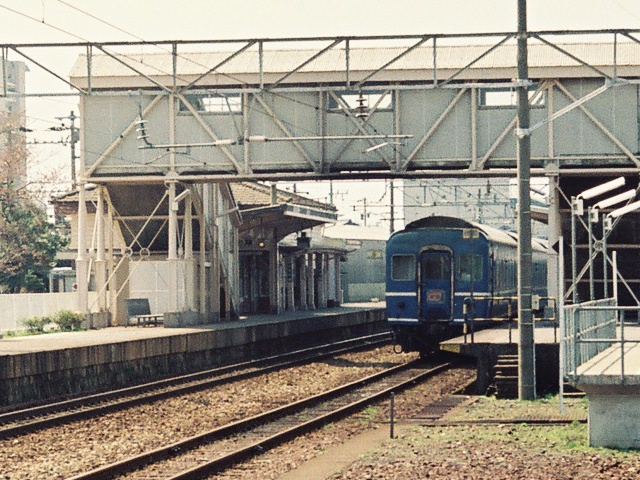
チェックアウトサービスのため停車中（1990年3月 東金沢駅）

1989年3月11日から1991年3月15日まで、下り列車のみ「チェックアウトサービス」を実施していた。
これは金沢駅到着後もしばらく寝台を利用できるというもので、6時33分に金沢駅到着後に列車を東金沢駅に引き上げ、9時00分までの間であれば引き続き寝台を利用できたほか、金沢駅へ戻るための普通列車も無料で利用できた。近距離ブルートレインのモデルケースとして設定され、時間まで個室でゆっくりと休息可能であったことからビジネス客に好評を博していた。ただ、サービスの案内は積極的ではなく、時刻表にも掲載されず車内で放送が行われる程度であったため、知名度も低かった。

## 東京対北陸地方夜行列車沿革

### 戦前
- 1922年（大正11年）3月15日：上野駅 - 金沢駅間（信越本線経由）で、夜行列車として急行 773・772列車が運転開始[5]。
- 1929年（昭和4年）9月：773・772列車が 601・602列車に変更される[5]。
- 1939年（昭和14年）11月15日：601・602列車の運転区間が、上野駅 - 金沢駅 - 大阪駅間に延長される[5]。多客期むけに上野駅 - 金沢駅間不定期急行1601・1602列車が設定される。既設の上野駅 - 米原駅間603・604列車が上野駅 - 大阪駅間（上りは池田駅発）に延長される。他に既設の上野駅 - 米原駅間605・606列車が存在。
- 1943年（昭和18年）2月15日：601・602列車の運転区間が、上野駅 - 金沢駅間に短縮される。上野駅 - 金沢駅間不定期急行1601・1602列車が廃止される。
  - 10月1日：601・602列車の運転区間が、上野駅 - 大阪駅間に延長される。605・604列車が廃止される。603・606列車が上野駅 - 米原駅間603・604列車となる。
- 1944年（昭和19年）4月：第二次世界大戦の戦況悪化で全国的に急行が徹底削減され、急行601・602列車が廃止。
  - 10月11日：全国的旅客列車の削減に伴い、信越本線の列車とスジを立て替えて603・602列車が、上野駅 - 大阪駅間に新設される。上野駅 - 米原駅間の列車は601・604列車[注 2]。

### 「北陸」の登場
- 1947年（昭和22年）6月29日：上野駅 - 金沢駅・新潟駅間（上越線経由）の夜行列車として急行 601・602列車が運転開始[5]。
- 1948年（昭和23年）7月1日：601・602列車の上野駅 - 新潟駅間が廃され、上野駅 - 金沢駅間だけとなる。
- 1949年（昭和24年）10月22日：601・602列車の運転区間が上野駅 - 大阪駅間に延長される。
- 1950年（昭和25年）11月8日：601・602列車に「北陸」の名称が与えられる。1953年1月15日からマロネロ37が連結され、同年6月15日からはマロネフ38に、1954年10月1日からはマロネ29（上野-金沢間）に変更される。1956年4月10日からはナハネ10（上野-金沢間）が連結される[7]。
  - 当時は、東京 - 北陸間については夜行列車で、北陸 - 大阪間については昼行列車の側面ももっていた。
- 1956年（昭和31年）11月19日：「北陸」の運転区間が、利用率の関係で上野駅 - 福井駅間に短縮され、代わりに寝台車が全区間連結されるようになる[7]。

### 「黒部」・「越前」の登場
- 1959年（昭和34年）

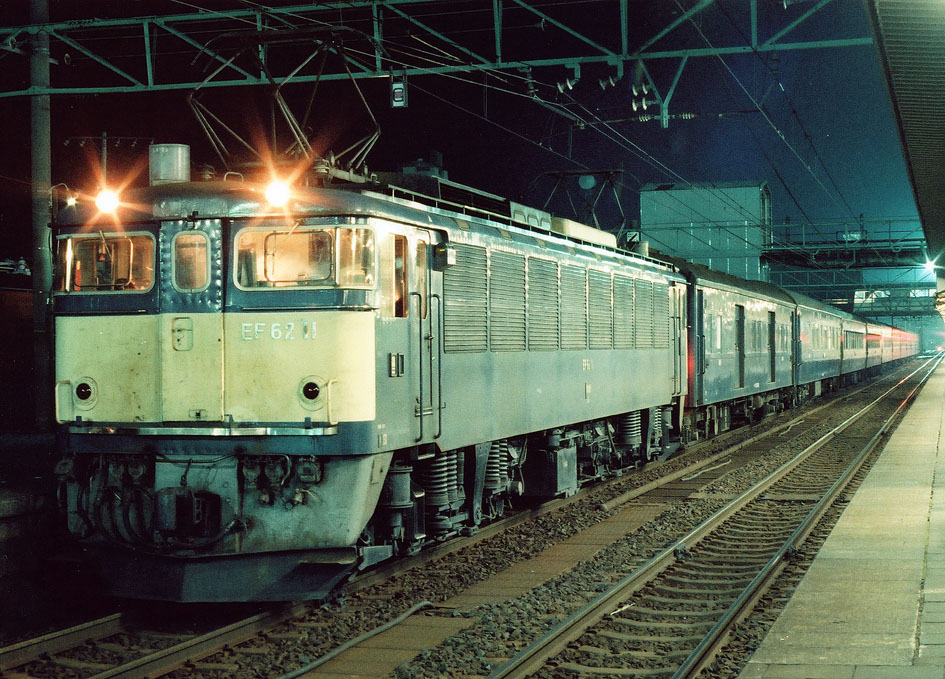
急行「越前」
（1982年7月 直江津駅）

  - 7月18日：臨時列車として、上野駅 - 金沢駅間（信越本線経由）の夜行列車として、「黒部」が運転開始。
  - 9月22日：「北陸」の運転区間が、金沢 - 福井間の利用客が少ないために、上野駅 - 金沢駅間に短縮される。代わりに東海道・北陸線経由の東京 - 金沢間夜行急行「能登」が新設され、マロネフ38が連結される[7]（この列車は1968年10月改正で廃止）。
- 1961年（昭和36年）10月1日：「黒部」が定期列車化。
- 1965年（昭和40年）10月1日：上野駅 - 福井駅間（信越本線経由）で夜行列車として急行「越前」が運転開始。
- 1968年（昭和43年）10月1日：「黒部」が廃止。「北陸」は2往復になる。

### 「能登」の登場
| EF62形+14系客車時代の「能登」（1989年頃 高崎線 新町駅 - 神保原駅間）  |  | 20系「北陸」（1977年 金沢駅）  |
| EF62形+14系客車時代の「能登」 （1989年頃 高崎線 新町駅 - 神保原駅間） |  | 20系「北陸」 （1977年 金沢駅） |

- 1975年（昭和50年）3月10日：ダイヤ改正により次のように変更。
  1. 「北陸」が特急列車化され、1往復になる。
  2. 上野駅 - 金沢駅間（上越線経由）で「能登」が運転開始。スハ43系客車・10系客車・スロ62形客車が主に使用され、スニ41形も併結されていた。
- 1978年（昭和53年）9月30日：「北陸」は20系客車から14系客車に変更される。
- 1982年（昭和57年）11月15日：上越新幹線開通によるダイヤ改正により、次のように変更（1982年11月15日国鉄ダイヤ改正）。
  1. 「能登」は上越線経由から信越本線経由に変更。座席車・寝台車を混成した14系客車で運転され、マニ50形荷物車も連結。車両は金沢運転所が担当。
  2. 「越前」が廃止される。
  3. 「北陸」は上野駅 - 長岡駅の牽引機関車がEF58形からEF64形1000番台に変更。
- 1985年（昭和60年）3月14日：「能登」の車両の担当を金沢運転所から尾久客車区（現在の尾久車両センター）へ移管。
- 1986年（昭和61年）11月1日：小荷物輸送の全面廃止により、「能登」から荷物車の連結を終了する。
- 1987年（昭和62年）4月1日：国鉄分割民営化により「能登」「北陸」が東日本旅客鉄道（JR東日本）の担当となる。以後1993年の電車化までJR東日本が車両を担当。
  - 「北陸」に「シングルデラックス」（オロネ14形700番台）や「ソロ」、シャワー室（スハネ14形）付き車両が登場。下り列車のみチェックアウトサービスを実施。
  - 「能登」の民営化時の乗車率はJR西日本広報部によると5割程度であった[8]。

- 1989年（平成元年）3月11日：「北陸」に「シングルデラックス」（オロネ14形700番台）や「ソロ」、シャワー室（スハネ14形）を連結。下り列車のみチェックアウトサービスを実施。
  - 7月 - 1992年：「能登」が快速「のと朝市号」の名称で、観光シーズンのみ七尾線七尾駅まで延長運転を行う。さらに秋には、のと鉄道能登線の輪島駅までの延長運転も行われた。
    - 14系寝台車3両と14系座席車1両の編成で、牽引機はDE10形を使用。
- 1990年（平成2年）3月10日：「北陸」のソロを、2両から5両に増車。12両編成のうち半分の6両が個室車両となる。
- 1991年（平成3年）3月15日：「防犯上」などの理由で、「北陸」のチェックアウトサービスの取扱が終了する[5]。

### 「北陸」と「能登」の差別化
- 1993年（平成5年）

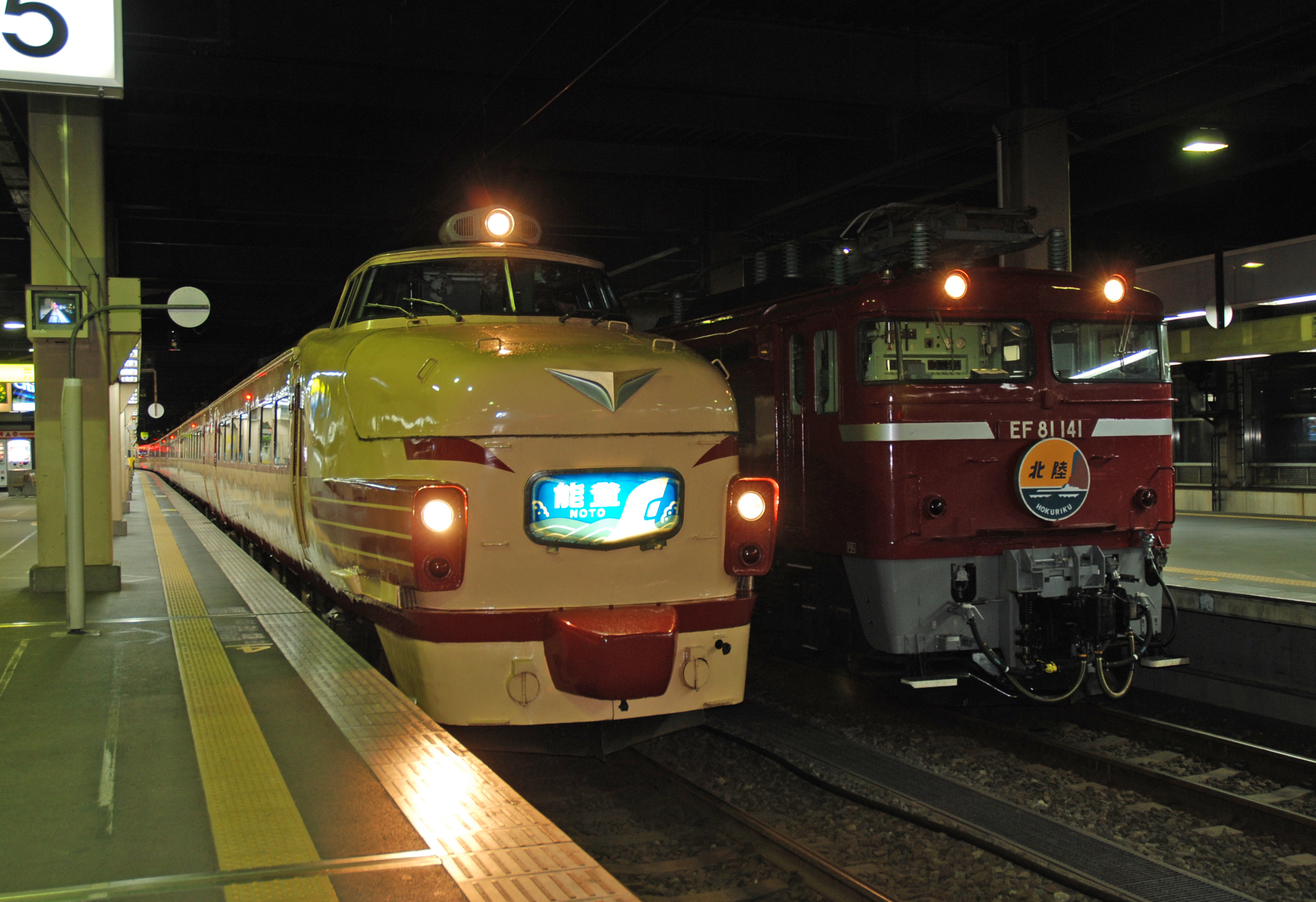
489系「能登」（左）と「北陸」（右）
（2009年12月14日 金沢駅）

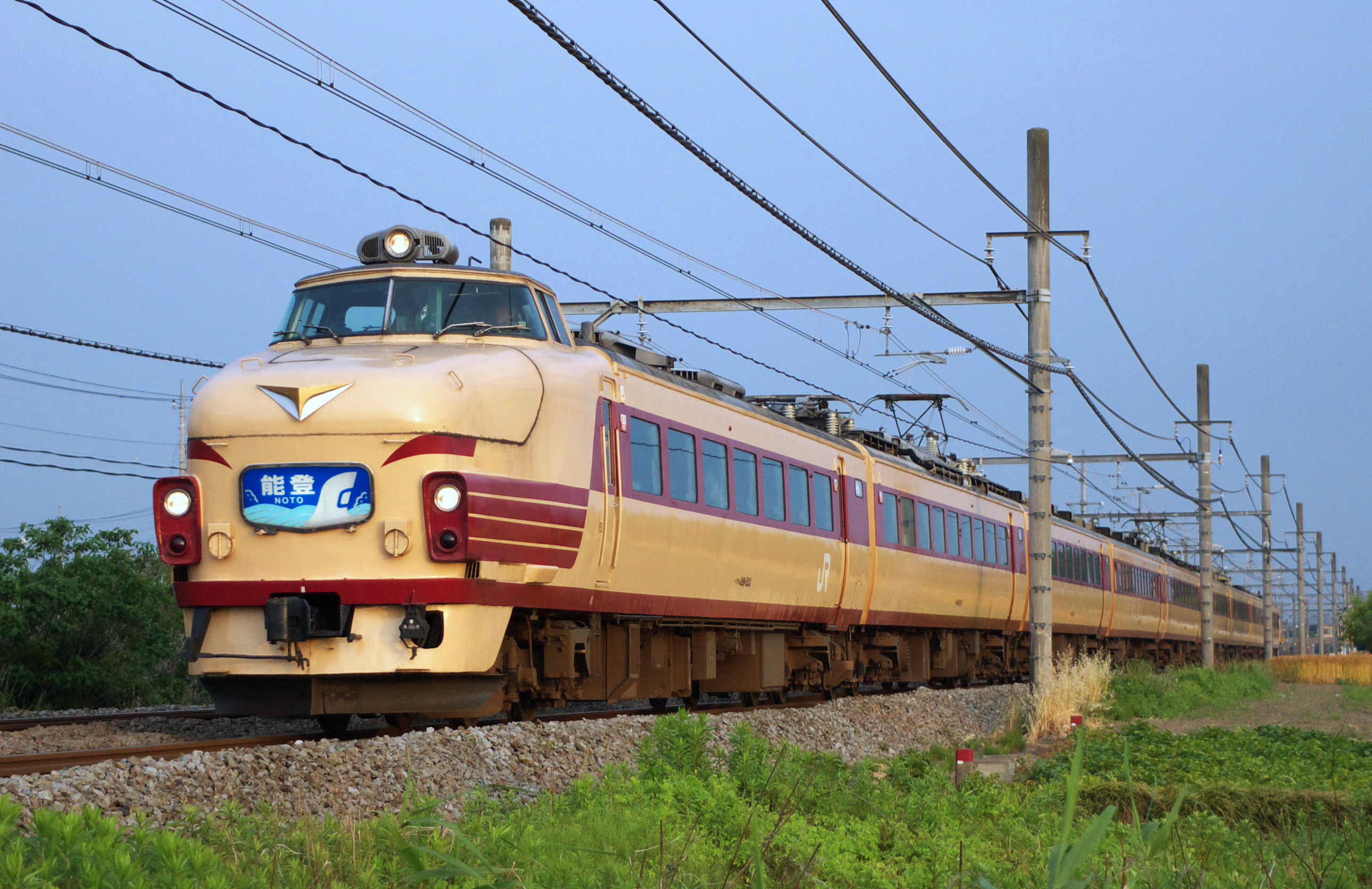
489系時代の「能登」
（2007年5月29日）

  - 3月18日：「能登」運行形態を大幅に変更。
    - 14系客車での運転を終了し、金沢総合車両所の特急形車両の489系電車に置き換え。エル特急「白山」（上野駅 - 金沢駅）と共通の車両で、同時に寝台車の連結を終了して全車を座席車化し、女性専用車・ラウンジカーの連結も開始。これに伴い、車両の管轄がJR東日本からJR西日本へと変更。
    - このとき廃止した上野駅 - 長野駅間の夜行急行列車「妙高」のダイヤを踏襲し、下り列車の高崎線内の停車駅が追加される。

  - 12月1日：列車番号を変更。従来は全区間3001レ・3002レであったが、上野 - 長岡間は3011レ・3012レとされる[9]。
- 1994年（平成6年）12月3日：「能登」の運転区間が上野駅 - 福井駅間に延長。金沢駅 - 福井駅間はこれまでも臨時列車として運転されることはあったが、同日以降定期列車として運転。
- 1997年（平成9年）10月1日：北陸新幹線（長野新幹線）開業に伴う信越本線横川駅 - 軽井沢駅間の廃止により、「能登」が再び上越線経由になる。「北陸」の運賃・料金特例措置も廃止[注 3]。
  - 長野新幹線の工事中は、週1回上越線経由（迂回区間は客扱いせず）で運行。
- 1999年（平成11年）3月13日：「北陸」が12両編成から8両編成に減車[9]。
- 2001年（平成13年）3月3日：「能登」の運転区間が上野駅 - 金沢駅間に短縮[10]。
- 2002年（平成14年）12月1日：「能登」下り列車の高崎線内の停車駅を削減。併せて上野駅発車時刻を30分ほど繰り上げる。
- 2004年（平成16年）10月23日 - 2005年3月24日：「能登」「北陸」が新潟県中越地震の影響により運休（ただし、2004年12月30日から2005年1月3日までは、「能登」は年末年始の帰省客のために運転された）。
- 2005年（平成17年）2月11日 - 3月20日：期間中の金曜日・土曜日と3月20日に出発し、北越急行ほくほく線を経由する臨時列車「能登」91号・92号が運行[11][12]。
  - ほくほく線経由の運行では途中駅で運転方向が変わる「逆編成」区間がないため、JR西日本管内では通常と逆の編成で運転された。このため、運行開始前と運行終了後に「能登」で運用する489系電車を金沢駅から大阪駅まで回送し北方貨物線・大阪駅経由で方向転換を行った。
- 2007年（平成19年）7月16日 - 9月12日：「能登」「北陸」が新潟県中越沖地震の影響により運休。
- 2009年（平成21年）6月1日：全車禁煙となる。

### 「北陸」廃止と「能登」臨時列車化
- 2010年（平成22年）
  - 3月13日：ダイヤ改正により「能登」は臨時列車化され、ボンネット特急型を使用した定期列車が消滅。「北陸」は廃止され、14系客車を使用した特急列車が消滅[注 4]。
  - 3月19日：臨時列車としての「能登」が運転開始[13][14]。使用車両を新潟車両センターの485系電車K1・2編成の6両編成とし、自由席とラウンジの設定が消滅し、半室グリーン車と女性専用席を含め全車指定席に変更。同日の乗車率はJR西日本金沢支社によると約50%だった[13]。

| 所属     | 尾久車両センター             | 尾久車両センター             | 尾久車両センター             | 尾久車両センター             | 尾久車両センター           | 尾久車両センター           | 尾久車両センター           | 尾久車両センター           |
| 号車     | 1                            | 2                            | 3                            | 4                            | 5                          | 6                          | 7                          | 8                          |
| 客車形式 | スハネフ14 20                | スハネ14 701                 | オロネ14 703                 | スハネ14 756                 | スハネフ14 27              | スハネ14 752               | オハネ14 91                | スハネフ14 30              |
| 機関車   | 上野→長岡 EF64-1052（長岡)） | 上野→長岡 EF64-1052（長岡)） | 上野→長岡 EF64-1052（長岡)） | 上野→長岡 EF64-1052（長岡)） | 長岡→金沢 EF81-151（長岡） | 長岡→金沢 EF81-151（長岡） | 長岡→金沢 EF81-151（長岡） | 長岡→金沢 EF81-151（長岡） |

| 所属     | 尾久車両センター           | 尾久車両センター           | 尾久車両センター           | 尾久車両センター           | 尾久車両センター            | 尾久車両センター            | 尾久車両センター            | 尾久車両センター            |
| 号車     | 1                          | 2                          | 3                          | 4                          | 5                           | 6                           | 7                           | 8                           |
| 客車形式 | スハネフ14 32              | スハネ14 703               | オロネ14 702               | スハネ14 755               | スハネフ14 29               | スハネ14 759                | オハネ14 63                 | スハネフ14 28               |
| 機関車   | 金沢→長岡 EF81-134（長岡） | 金沢→長岡 EF81-134（長岡） | 金沢→長岡 EF81-134（長岡） | 金沢→長岡 EF81-134（長岡） | 長岡→上野 EF64-1053（長岡） | 長岡→上野 EF64-1053（長岡） | 長岡→上野 EF64-1053（長岡） | 長岡→上野 EF64-1053（長岡） |